# 方元
方元（1956年—），香港專欄作家、建築師、建築藝術評論家。
方元在英國愛丁堡大學建築學院獲得博士學位，以撰寫建築藝術評論和文化隨筆著稱。
方元迄今在兩岸三地的十多家報刊上已發表四百多篇作品，例如香港《信報》、《大公報》、《二十一世紀》雙月刊、台灣《建築師》月刊以及中國大陸的《建築學報》月刊、《建築》月刊等。其作品在國內外文化刊物和網上廣泛轉載，例如新華社「新華網」、中新社「中新網」、建築師學會網、世界建築網等網站，以及澳洲《澳新日報》、加拿大《華僑時報》等。
其主要著作有：《蘇格蘭之夏》（牛津大學出版，2017），《一別鍾情：香港建築十日談》（香港萬里機構萬里書店出版，2009），《一樓兩制：香港建築的機遇和挑戰》（香港萬里機構萬里書店出版，2005），《Influences of British Architecture in China》(University of Edinburgh, 1995)，《摩天樓：二十世紀的圖騰》等。